# كوينتوس لوليوس أوربيكوس
ولد كوينتوس لوليوس أوربيكوس في تيديس في مملكة نوميديا (قسنطينة الآن (الجزائر)) حوالي عام 110 بعد الميلاد. وتوفي حوالي 160 بريتاني) من 138 إلى 144، بعد مرسوم من الإمبراطور الروماني أنطونينوس بيوس، كما تم بناء الجدار الأنطوني  أنهى حياته المهنية محافظاً لروما في قوتها.

## سيرة شخصية

### أصل
كان لوليوس أوربيكوس مواطنًا نوميديًا (أمازيغيًا) وأفريقيًا قويا ، أصله من تيديس قريبا من قسنطية وهي قريبة من سيرتا في نوميديا (الجزائر حاليًا). وهو معروف لنا بشكل رئيسي من خلال النقوش اللاتينية الموجودة في تيديس أو بالقرب منها. تم بناء ضريح دائري على بعد أربعة كيلومترات شمال تيديس ومخصص لوالده ووالدته واثنين من إخوته وعمه، مما يسمح لنا بمعرفة بيئته العائلية. يشير النقش  بالفعل إلى أن والده كان لوليوس، متزوجًا من جرانيا، أخت جرانيوس. تشير ألقابهم إلى أن Urbicus كان الأصغر بين الأشقاء. يتطلب الانضمام إلى أمر مجلس الشيوخ حيازة ضريبة لا تقل عن مليون سيسترسي : كانت عائلة لولي واحدة من " عائلات كبيرة من البلاد ». إن عشيرة الأم، جراني، موثقة جيدًا في أراضي الاتحاد القيرطي وكانت بلا شك عائلة مهمة أيضًا  كل شيء يشير إلى أن Urbicus كان أول فرد من عائلته يدخل مجلس الشيوخ. : لقد كان رجلًا مبتدئًا.

## حياة مهنية
المناصب المختلفة التي شغلها في الإدارة السياسية والعسكرية للإمبراطورية الرومانية. من بين هذين النصين، يعد تكريس قاعدة التمثال الذي أقامته مدينة تيديس له أفضل ما تم الحفاظ عليه  وله مقام لا يزال قائما في منطقة تيديس.
ارتفع أوربيكوس من خلال الرتب بعد التسلسل الهرمي الوظيفي في مجلس الشيوخ. فقد بدأ كمواطن بسيط في نوميديا، ثم ارتقى مسؤولًا عن مسؤول صيانة الطرق (quattuorvir viarum curandarum)، ثم قضى عامًا في الخدمة العسكرية كمنصة عسكرية في XXII Legion Primigenia التي أقامت حاميتها في جرمانيا الكبرى. بعد أن مارس منصب القسط في روما نفسها، كان على التوالي مندوبًا عن حاكم آسيا، منبر العوام والبريتور. في هذين المنصبين الأخيرين، هو المرشح الرسمي للإمبراطور، وهي علامة على توصية الأخير الصريحة. : ولذلك فإن Urbicus يحظى بتقدير جيد في المحكمة ويتمتع بدعم قوي.
ثم تم ترقبته الى ـممثل الفيلق Xth Legion Gemina الذي كان في بانونيا : هذا التعيين المباشر على رأس فيلق متجه له لفترة مهنية قصيرة وسريعة حتى القنصلية. على رأس قواته، تم استدعاؤه للخدمة في الحملة الموجهة ضد اليهود في 132-135 (ثورة بار كوخبا) في عهد الإمبراطور هادريان، وقد حصل، كمكافأة على مآثره، على رمح شرف وذهبية. تاج. بعد قنصليته، والتي يجب أن توضع في حوالي 135، كان آنذاك حاكمًا لمقاطعة جرمانيا السفلى في ذلك الوقت بين 139 و 142 مندوبًا لمالك أوغسطس لمقاطعة بريتانيا  إلى الشمال منها. قبائل بريجانت. عدة نقوش تشهد على عمله : في حصن كوربريدج على جدار هادريان مع Legio II Augusta، ثم في Balmuidly عند الجدار الأنطوني.
أنهت هذه الشخصية حياتها المهنية محافظًا لدائرة روما ، وهي وظيفة فخرية ومرموقة للغاية. يُعتقد أحيانًا أنه ظل في منصبه من 150 إلى 160، وهي فترة طويلة بشكل خاص، لكن هذا لم يثبت صراحةً. : تاريخ وصوله إلى المنصب بعد 146، لكنه غير معروف بدقة، وليس من المؤكد أنه الوالي الذي عُرِفت وفاته عام 160.

## تعليقات على صعوده الاجتماعي
يستشهد المؤرخون الغربي وخاصة كولين ويلز بهذا النقش، فهو يوضح بالتفصيل مسيرة كوينتوس لوليوس أوربيكوس، ويعلق على مدى روعة روما من حيث أنها مكنت العديد من الأفراد من خلفيات متواضعة، بغض النظر عن الثقافة، من الصعود في التسلسل الهرمي والوصول إلى السلطة. ويخلص إلى أن " لم يستطع في أي فترة أخرى في التاريخ أن يكون الابن الثاني أو الثالث لمالك أرض بربري من بلدة صغيرة في الداخل قد جعله يشغل مثل هذه المهنة التي دفعته إلى شغل أعلى منصب في آسيا، و من ثم يهودا.
يجب أن يكون هذا العرض التقديمي لأصول أوربيكوس مؤهلاً بشدة. : تمت كتابة منطقة سيرتا بالحروف اللاتينية في وقت مبكر، على الأساس الاجتماعي والسياسي الذي ورثته من قبل المملكة النوميدية القوية التي كانت سيرتا عاصمتها وبمساهمة العديد من المستعمرين الرومانيين بوبليوس سيتيوس. لوليوس أوربيكوس هو الممثل الأول للعديد من أعضاء مجلس الشيوخ من نوميديا الذين تم توثيقهم في نهاية الفترة الأنطونية، حول فرونتون وفي بداية العصر السيفيري لذلك، فإن لوليوس تمثل بشكل كامل اندماج الأرستقراطيات المحلية والإقليمية في الأنظمة الحاكمة للإمبراطورية. يشير كل من استخدام الضريح الدائري والاندماج في نظام مجلس الشيوخ إلى قدرة عائلة أوربيكوس المالية الكبيرة جدًا والتكامل الجيد جدًا في ثقافة النخب الإمبراطورية.

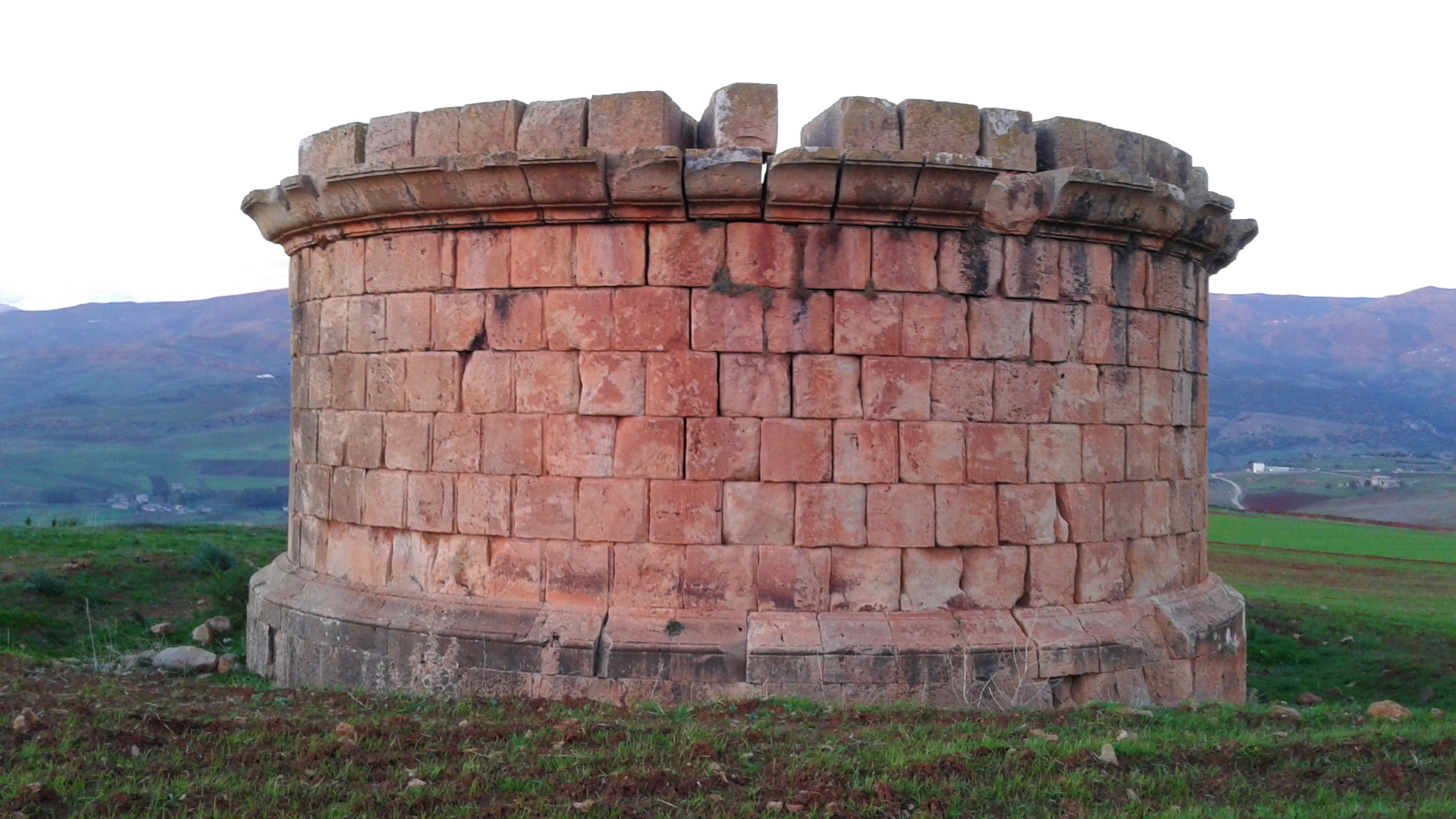
ضريح كوينتوس لوليوس أوربيكوس بالقرب من مدينة تيديس النوميدية في سيرتا (قسنطينة)

هذا الضريح المُشيّد باحكام يحمل اسم لوليوس أوربيكوس بالقرب من مدينة تيديس القديمة التي كانت تعتمد على سيرتا، في مقاطعة ولاية قسنطينة في الجزائر. تم بناء هذا الضريح تكريماً لعائلته.

## روابط خارجية
- (بالإنجليزية) Lollius Urbicus